# Turó dels Olivers
El Turó dels Olivers és una muntanya de 526 metres que es troba al municipi de Navars, a la comarca catalana del Bages.